# بغداد (آریزونا)
بغداد (به انگلیسی: Bagdad) یک منطقهٔ مسکونی در ایالات متحده آمریکا است که در شهرستان یاواپای، آریزونا واقع شده‌است. بغداد ۲۰٫۶۸ کیلومتر مربع مساحت و ۲٬۲۱۹ نفر جمعیت دارد و ۱٬۰۳۹ متر بالاتر از سطح دریا واقع شده‌است.